# Grafton Group
Grafton Group plc er en irsk virksomhed, der handler med byggematerialer i Storbritannien og Irland. Der handles engros, og der handles detail igennem ejerskab af byggemarkedskæder som: Buildbase, Woodie's DIY, Civils and Lintels, Selco og Jacksons. Den blev etableret af William Chadwick som Chadwicks (Dublin) Ltd i 1902. De omsætter for 2,302 mia. britiske pund (2022).